# Glaphyra takeuchii
Glaphyra takeuchii là một loài bọ cánh cứng trong họ Cerambycidae.